# Els Verds del País Valencià
Els Verds del País Valencià (EVPV) és un partit polític valencià, que amb aquest nom es coneix des del congrés fundacional de novembre de 2004 fruit de la unió amb diveres formacions. Al partit primigeni, que concorregué a les diferents convocatòries electorals sota la marca d'Els Verds, s'afegiria Esquerra Verda-Iniciativa pel País Valencià i Izquierda Alternativa de Buñol. Amb aquesta refundació es va pretendre aglutinar a les diverses formacions sota una única marca. En aquest congrés va sortir elegit Portaveu Nacional el dirigent d'Esquerra Verda-Iniciativa pel PV, Joan Francesc Peris.

## Història
Aquest partit ha patit successives crisis per enfrontament interns pel que ha viscut escissions i reagrupacions en el seu si. El partit, al llarg de la seu història, amb diversos noms, s'ha presentat coaligat amb diferents agrupacions a les diverses convocatòries electorals.
El 1987 es presenta per primera vegada a les eleccions a les Corts Valencianes amb 22.000 vots, nombre que va ampliar fins a 35.000 a la següent convocatòria, el 1991. A les eleccions de 1995, Els Verds formen coalició amb Esquerra Unida del País Valencià i quatre anys més tard, amb Unitat del Poble Valencià. El 2003, el candidat verd Carles Arnal s'integraria a les llistes de la coalició Esquerra Unida - L'Entesa a les eleccions valencianes d'aquell mateix any, aconseguint un escó a les Corts Valencianes.
Esquerra Verda-IPV, liderat per Joan Francesc Peris, es formà a partir de la gent de Nova Esquerra que no volgueren integrar-se al PSOE. Com què la unió d'aquest partit amb Els Verds no es va produir fins a novembre de 2004, ambdós partits optaren per estratègies electorals diferenciades a les generals d'aquell any. Joan Francesc Peris va ser candidat en la llista de Bloc-Esquerra Verda mentre que Els Verds decideixen concorre a través de la confederació Los Verdes, amb el PSOE a les eleccions generals d'aquell any, que obtingueren representació al Congrés dels Diputats a través de Curro Garrido dels verds andalusos. La coalició amb els socialistes es va repetir a les Europees i el valencià David Hammerstein va ser elegit eurodiputat. Després de la fusió, el diputat a Corts Valencianes, Carles Arnal, es dona de baixa i funda el partit Els Verds-Esquerra Ecologista del País Valencià.
A les eleccions a les Corts Valencianes de 2007, els Verds participen en la coalició d'esquerres i valencianista Compromís pel País Valencià. Cap membre del partit aconsegueix representació. La crisi d'aquesta formació torna a dividir els ecologistes, i Els Verds amb Joan Francesc Peris al cap es manté fidel a Esquerra Unida del País Valencià mentre que Els Verds-Esquerra Ecologista amb Carles Arnal s'apropa als postulats dels Bloc Nacionalista Valencià i dels ex-EUPV, Iniciativa del Poble Valencià. Partits aquests darrers que generarien una escissió del primer Compromís i conformarien la Coalició Compromís per a les eleccions generals de 2008.
A les eleccions valencianes de 2011, Els Verds del País Valencià formaren una candidatura junt a Els Verds Ecopacifistes, partit molt minoritari. El nom de la coalició va ser Verds i Ecopacifistes. Aquesta aliança no va obtenir cap diputat. El les generals de 2011 participaren a través de la confederació estatal a la coalició Izquierda Unida-Los Verdes-La Izquierda Plural. Aquesta aliança va obtenir 11 diputats, un d'ells, el cap de llista per València Ricardo Sixto, membre d'Esquerra Unida del País Valencià. Diputat amb el qual Els Verds del País Valencià actualment treballen conjuntament.
El 26 de maig de 2012 se celebrà al Grau de Gandia el IV Congrés del partit on Toni Roderic i Joan Francesc Peris van repetir de President i Portaveu respectivament.